# Pilatus Aircraft
Pilatus Aircraft Ltd. és una empresa de fabricació d'avions localitzada a Stans, Suïssa. Fundada l'any 1939 compta amb una gamma que inclou avions lleugers d'entrenament i transport propulsats per turbohèlices. La companyia compta en l'actualitat (2012) amb 1.441 treballadors.

## Aeronaus
- Pilatus SB-1 projecte d'un avió
- Pilatus SB-2 Pelican
- Pilatus SB-5 projecte d'un avió

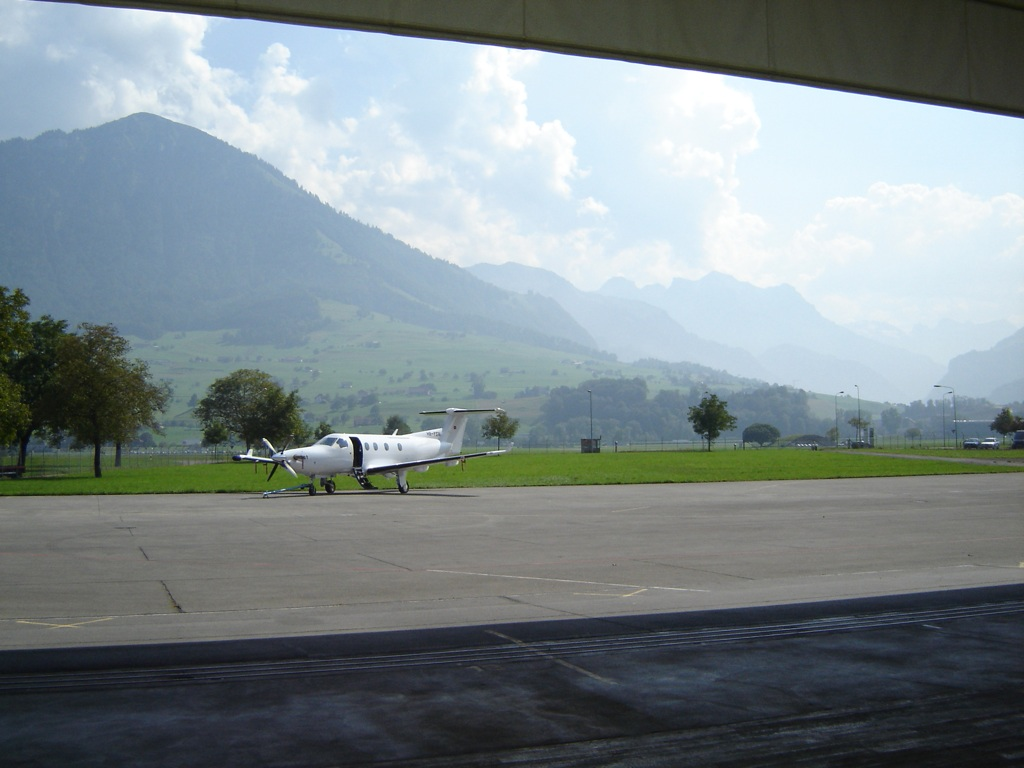
Un PC-12 fora de la planta de producció de Pilatus a Stans, Suïssa.

- Pilatus P-1 - 1941: projecte d'un avió d'entrenament monoplaça, no construït.
- Pilatus P-2 - 1942
- Pilatus P-3 - 1953
- Pilatus P-4 - 1948
- Pilatus P-5 - proposta d'un avió d'observació per l'artilleria, no construït.
- Pilatus PC-6 Porter - 1959
- Pilatus PC-7 - 1966
- Pilatus PC-8D Twin Porter - 1967 versió bimotora del PC-6, només un prototip
- Pilatus PC-9 - 1984
- Pilatus PC-10 - 1970: projecte d'un transport bimotor, no construït.
- Pilatus PC-11/Pilatus B-4 - 1972
- Pilatus PC-12 - 1991
- Pilatus PC-21 - 2001
- Pilatus PC-24 - 2013 avió de reacció bimotor.[2]

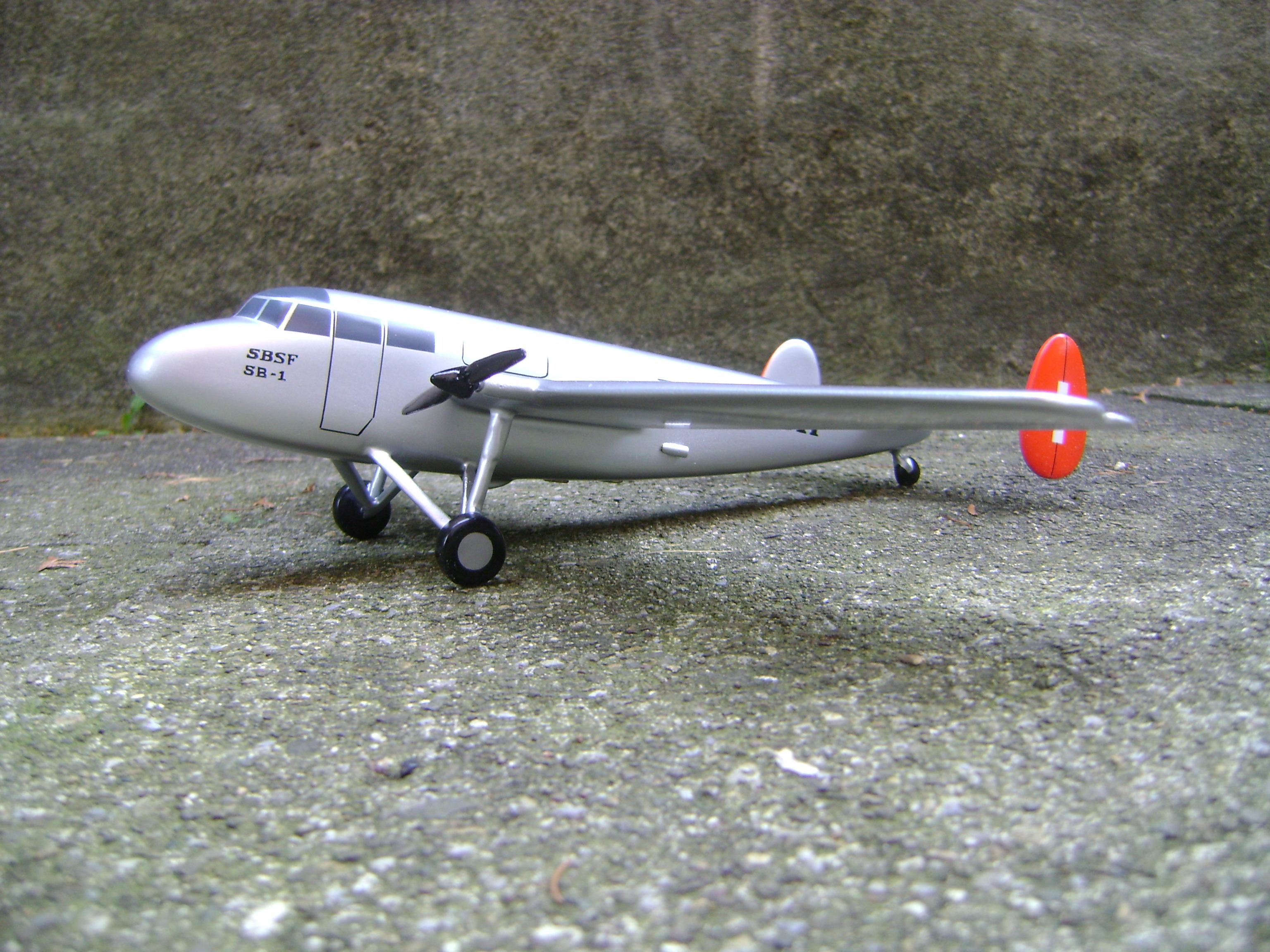
Pilatus SB-1
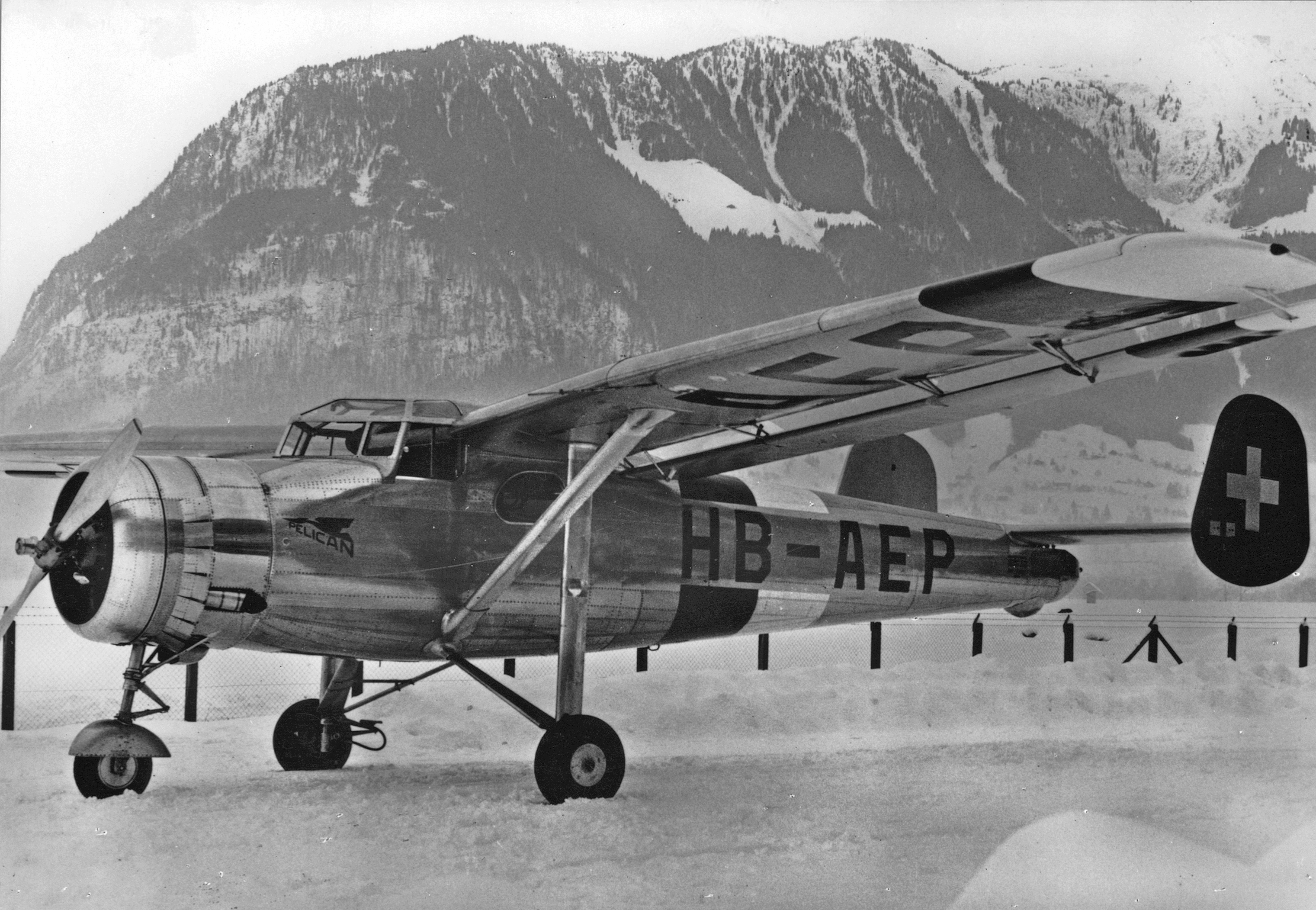
Pilatus SB-2 Pelican
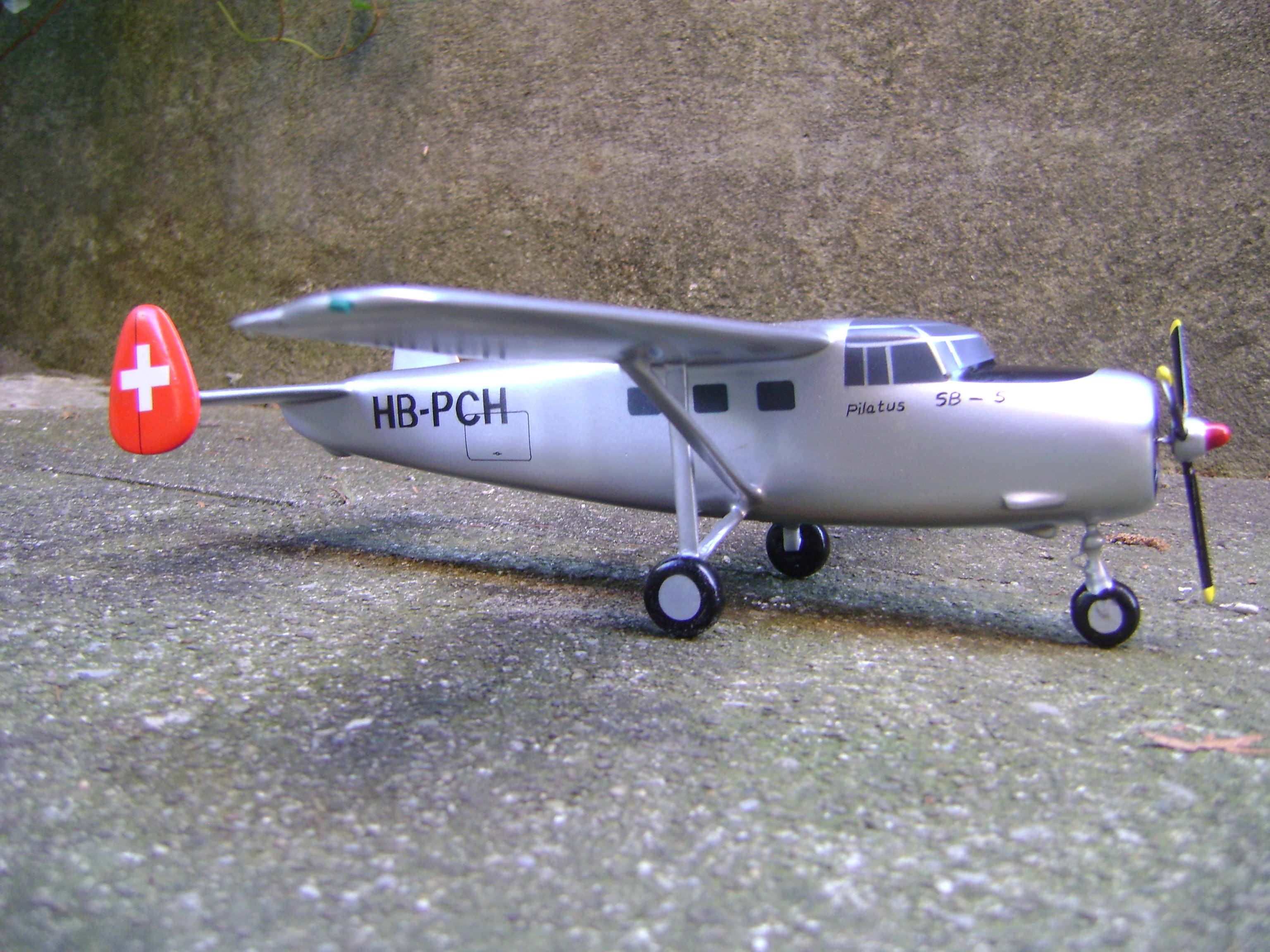
Pilatus SB-5
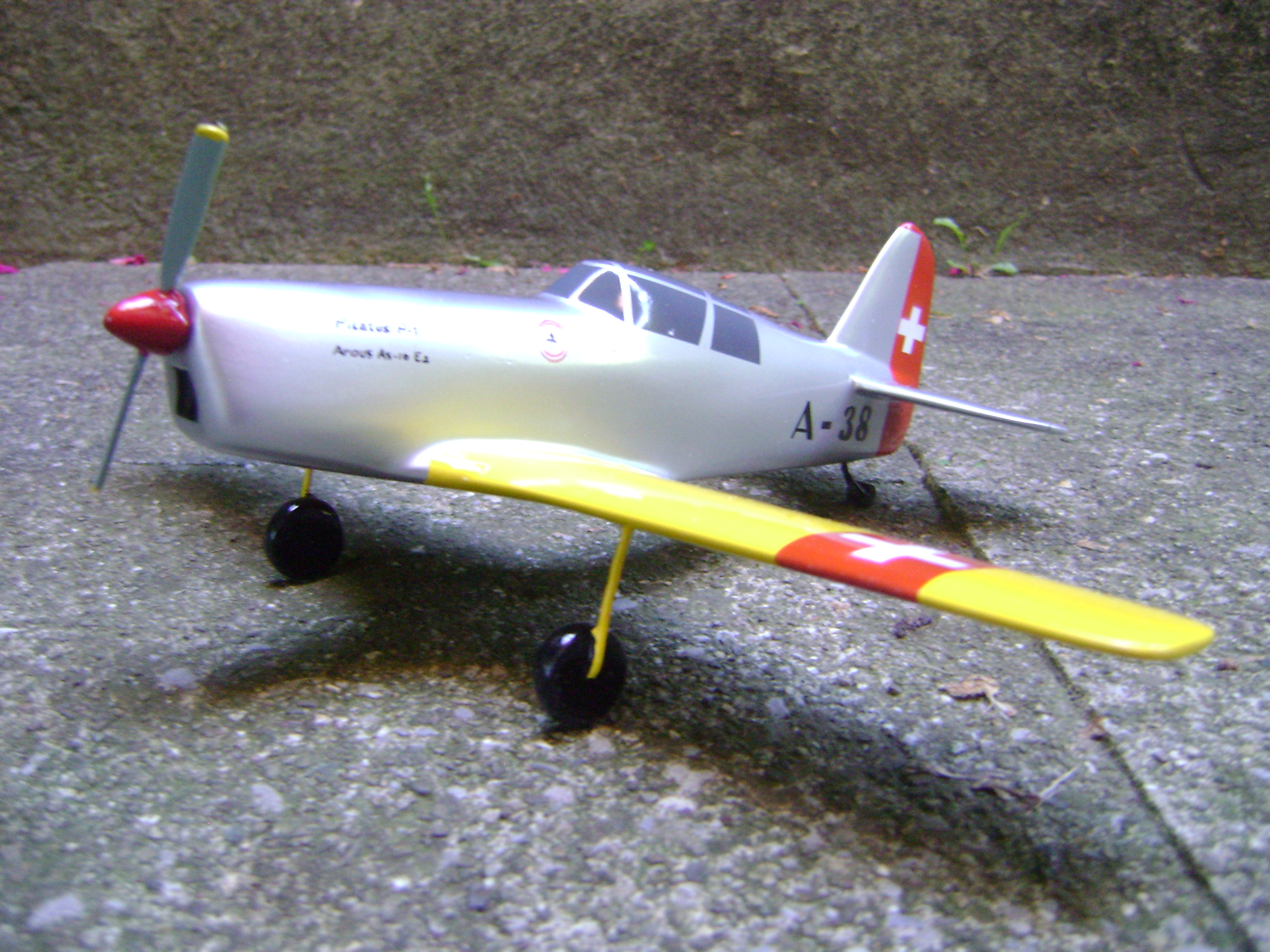
Pilatus P-1
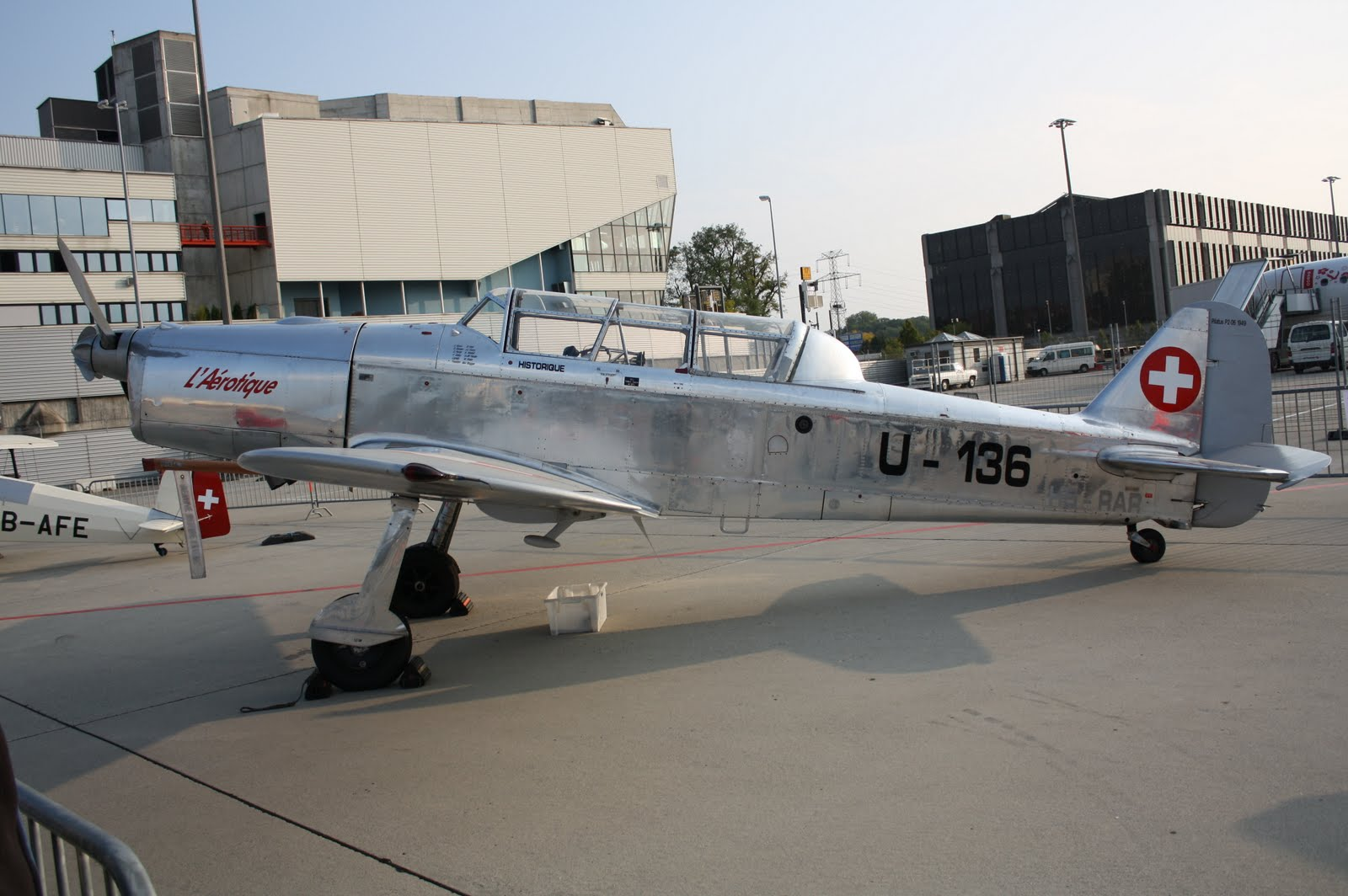
Pilatus P-2
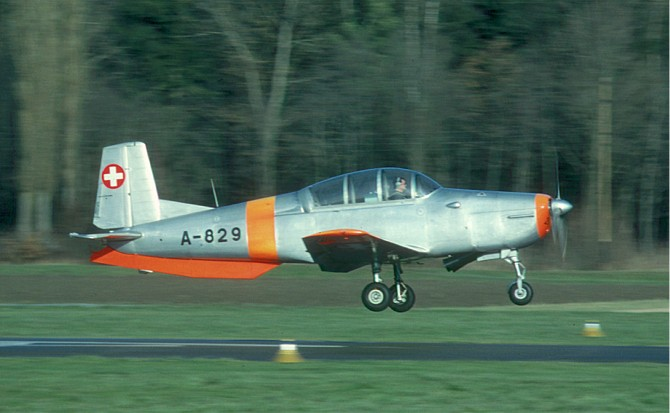
Pilatus P-3
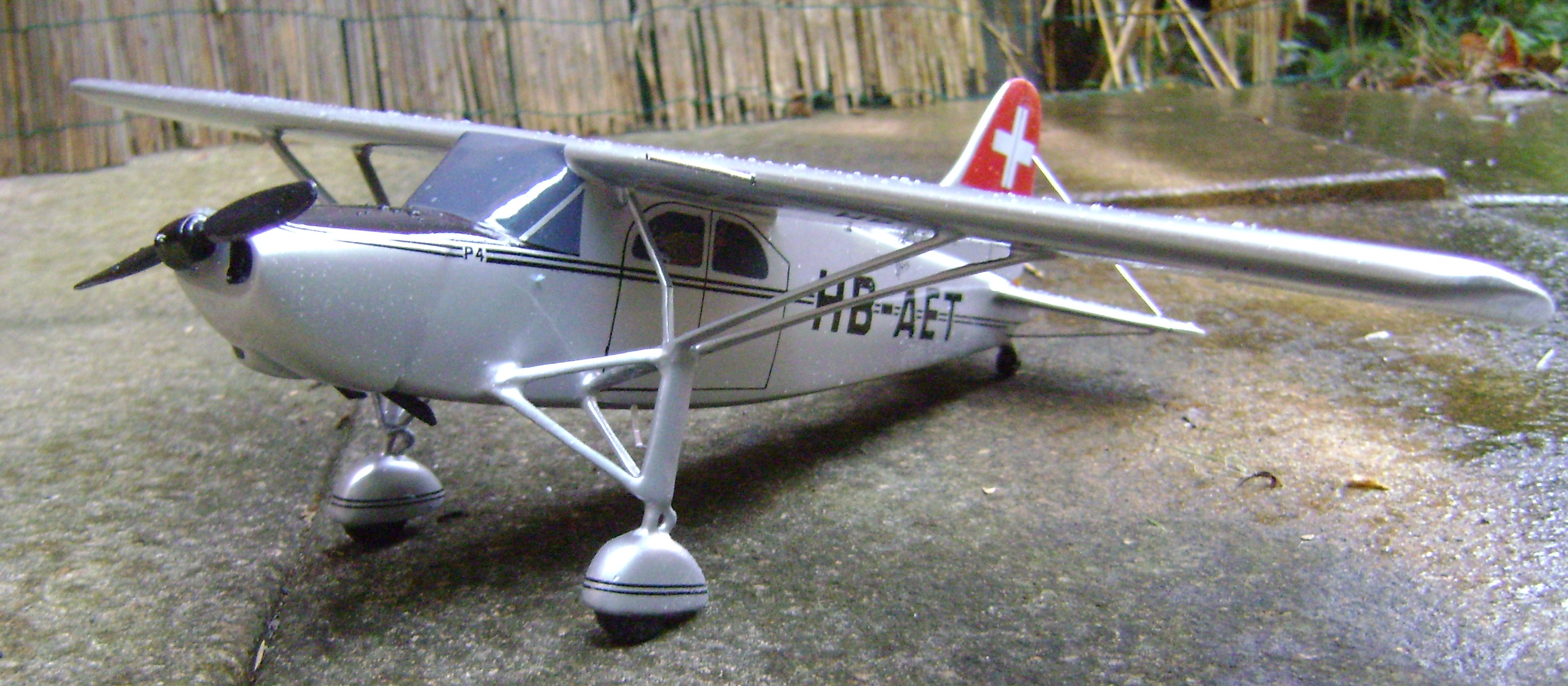
Pilatus P-4
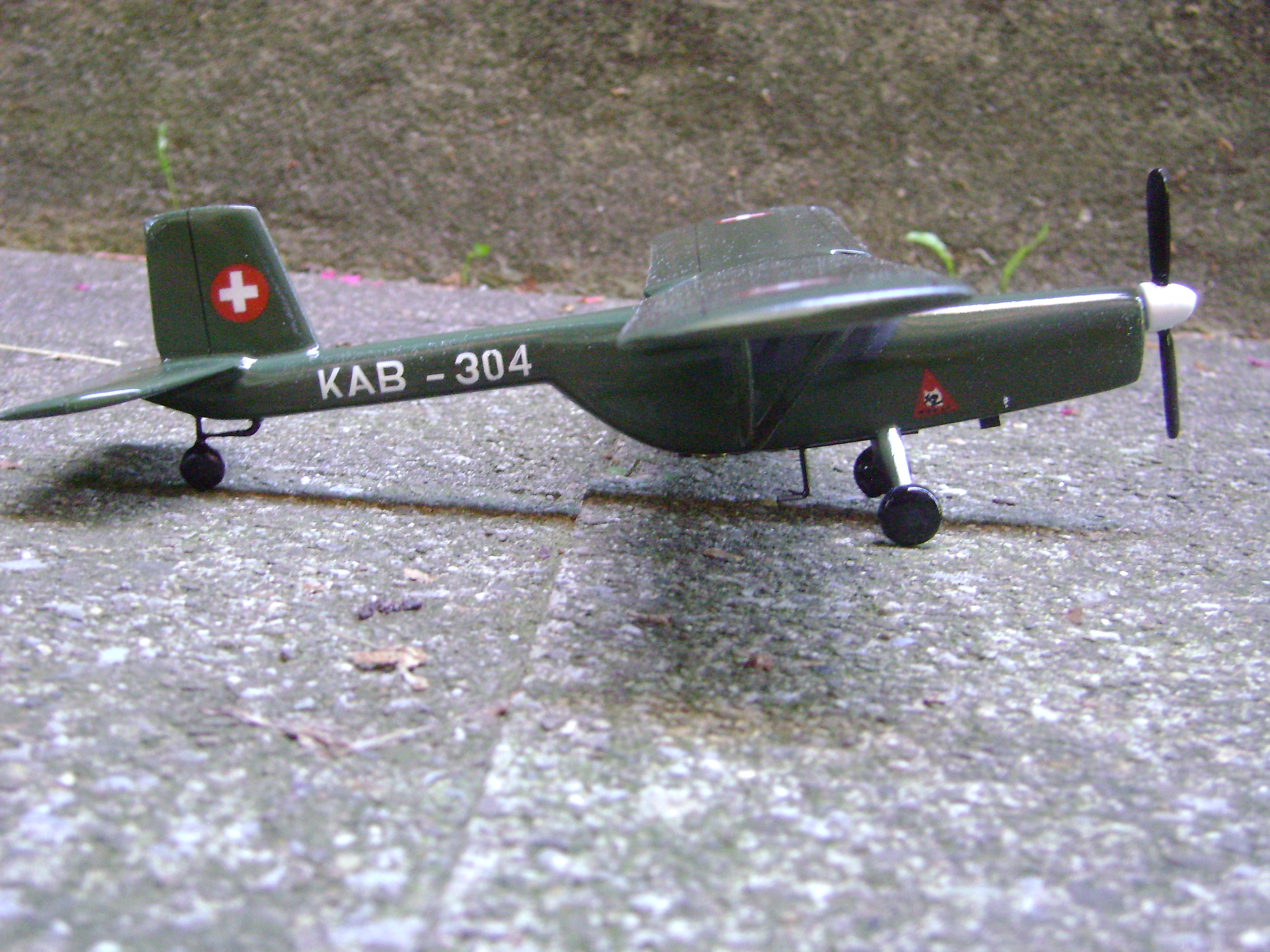
Pilatus P-5
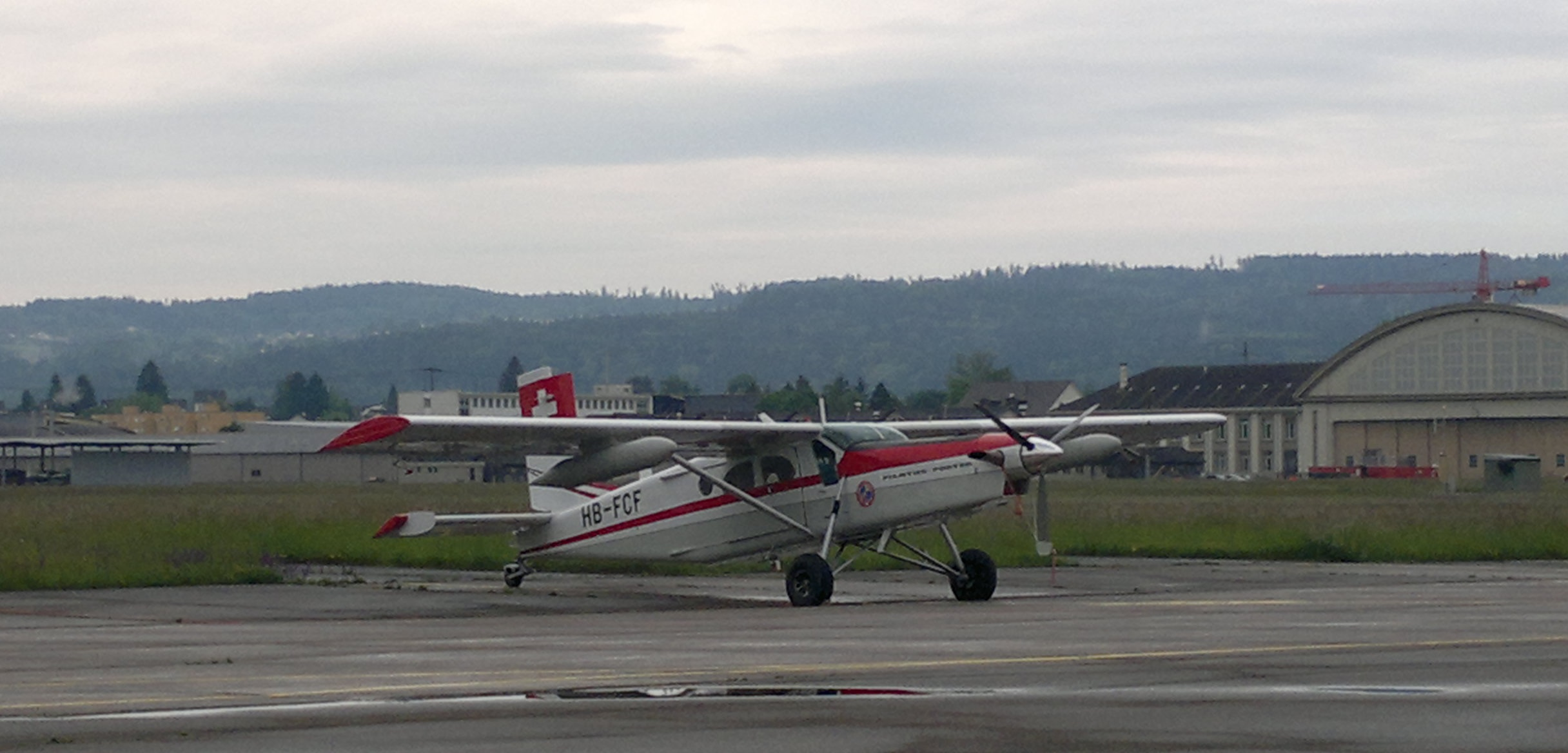
Pilatus PC-6
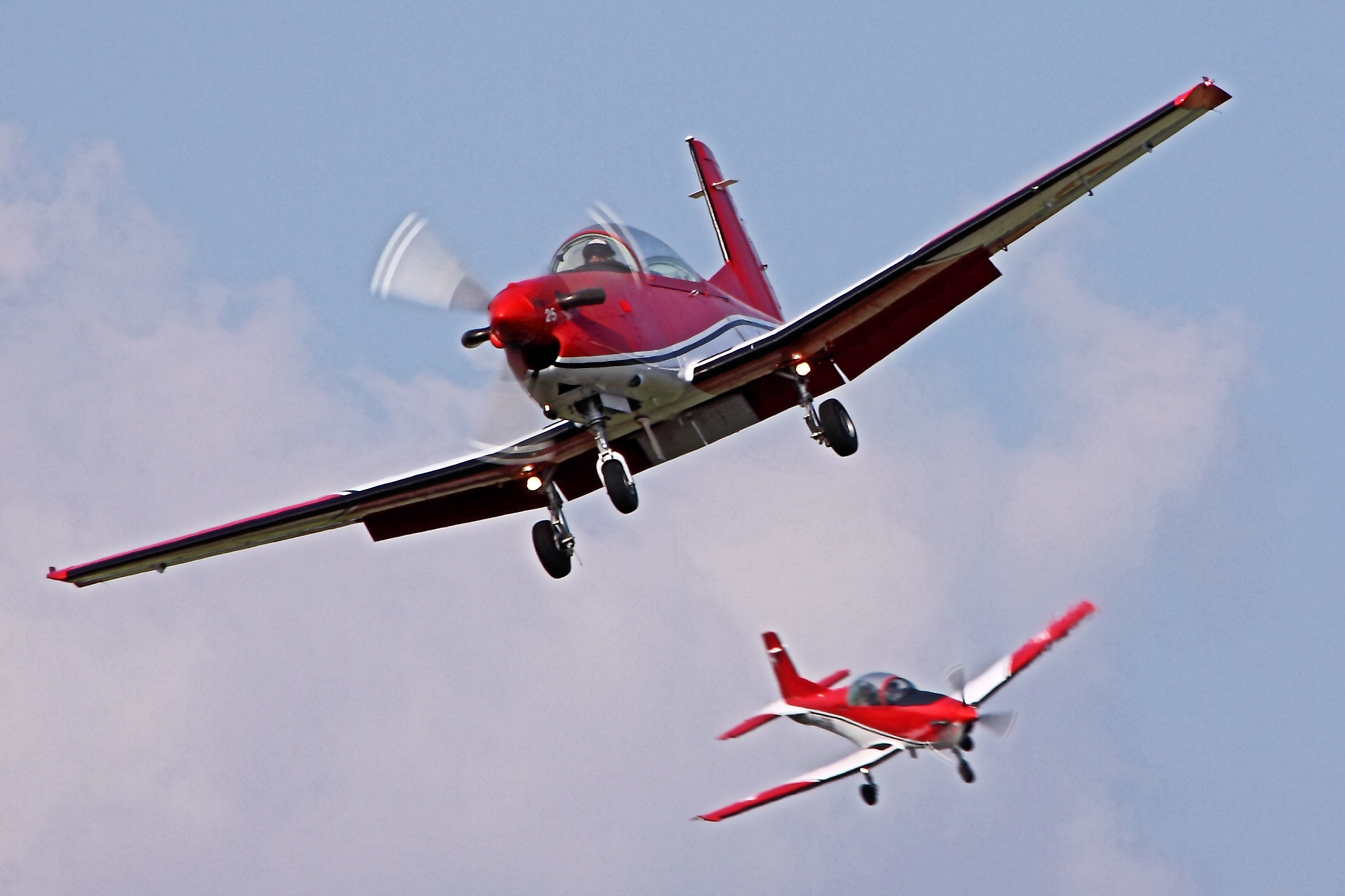
Pilatus PC-7
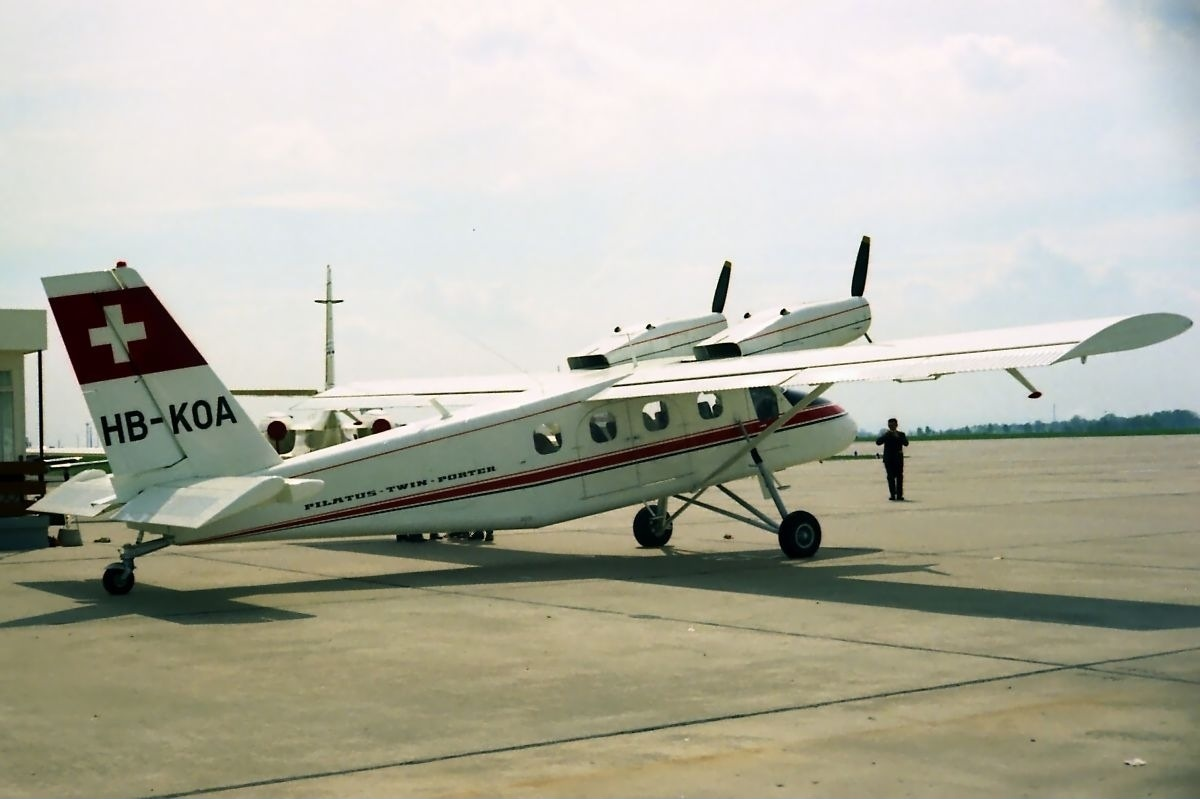
Pilatus PC-8D
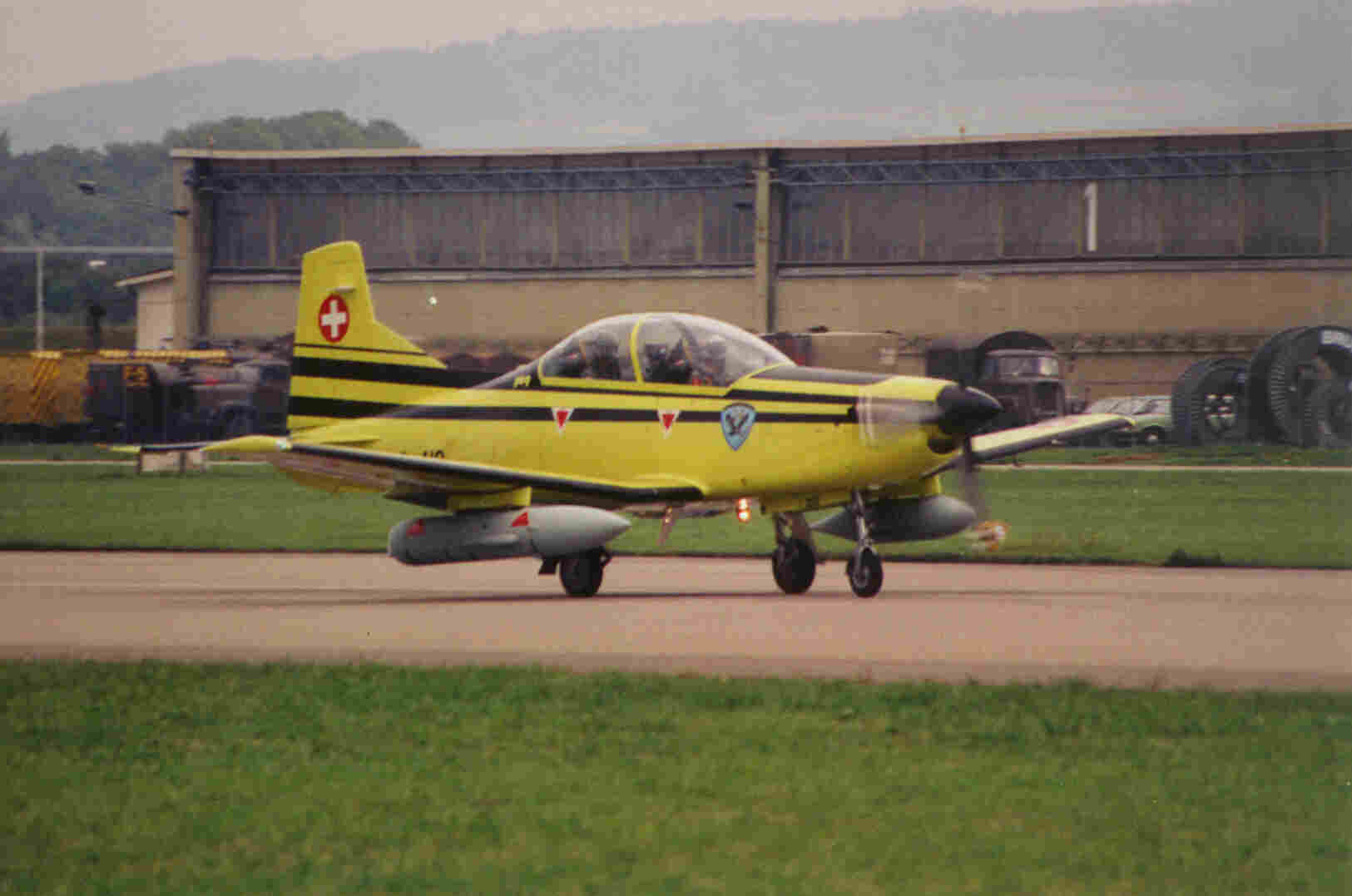
Pilatus PC-9
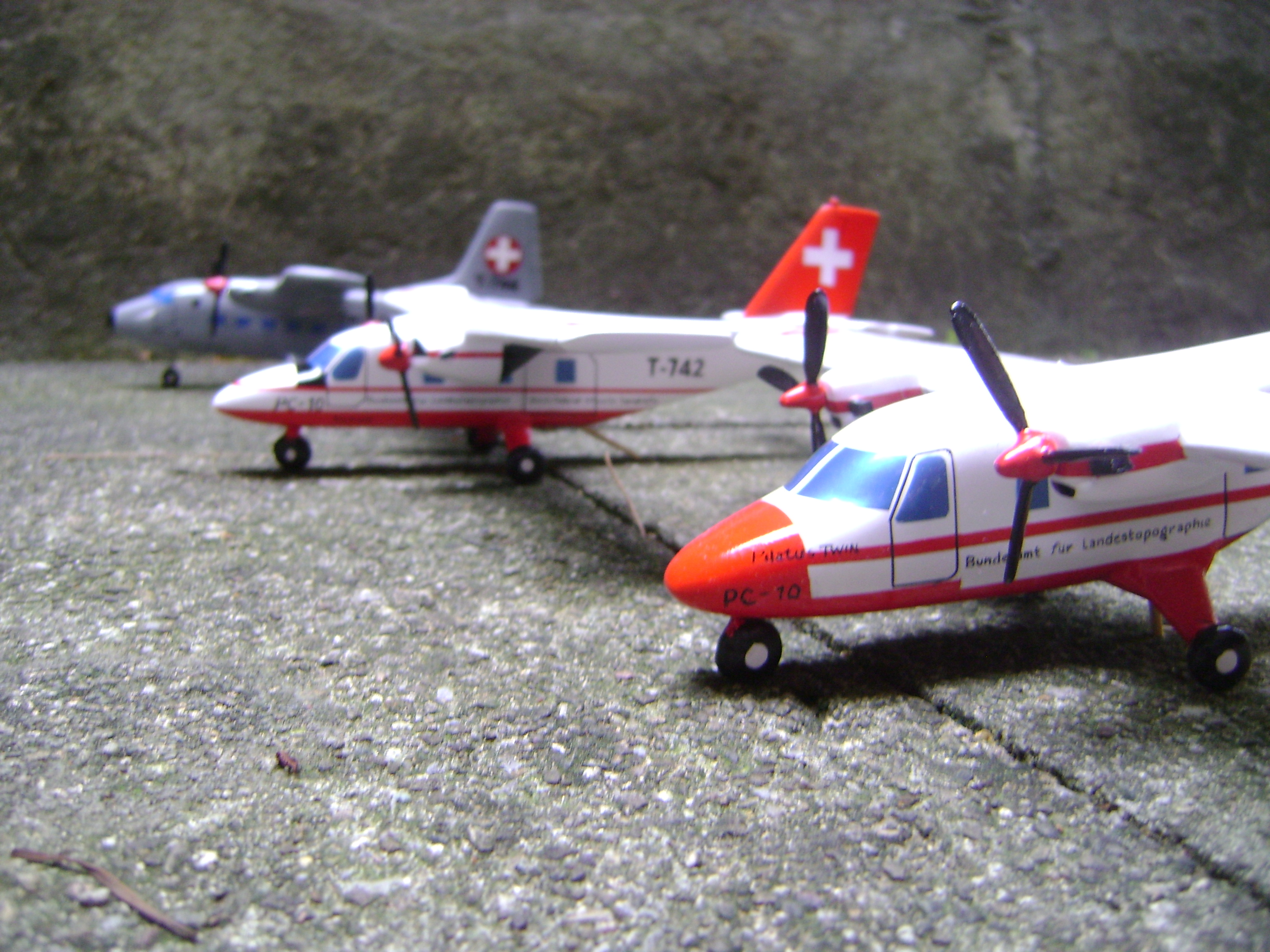
Pilatus PC-10
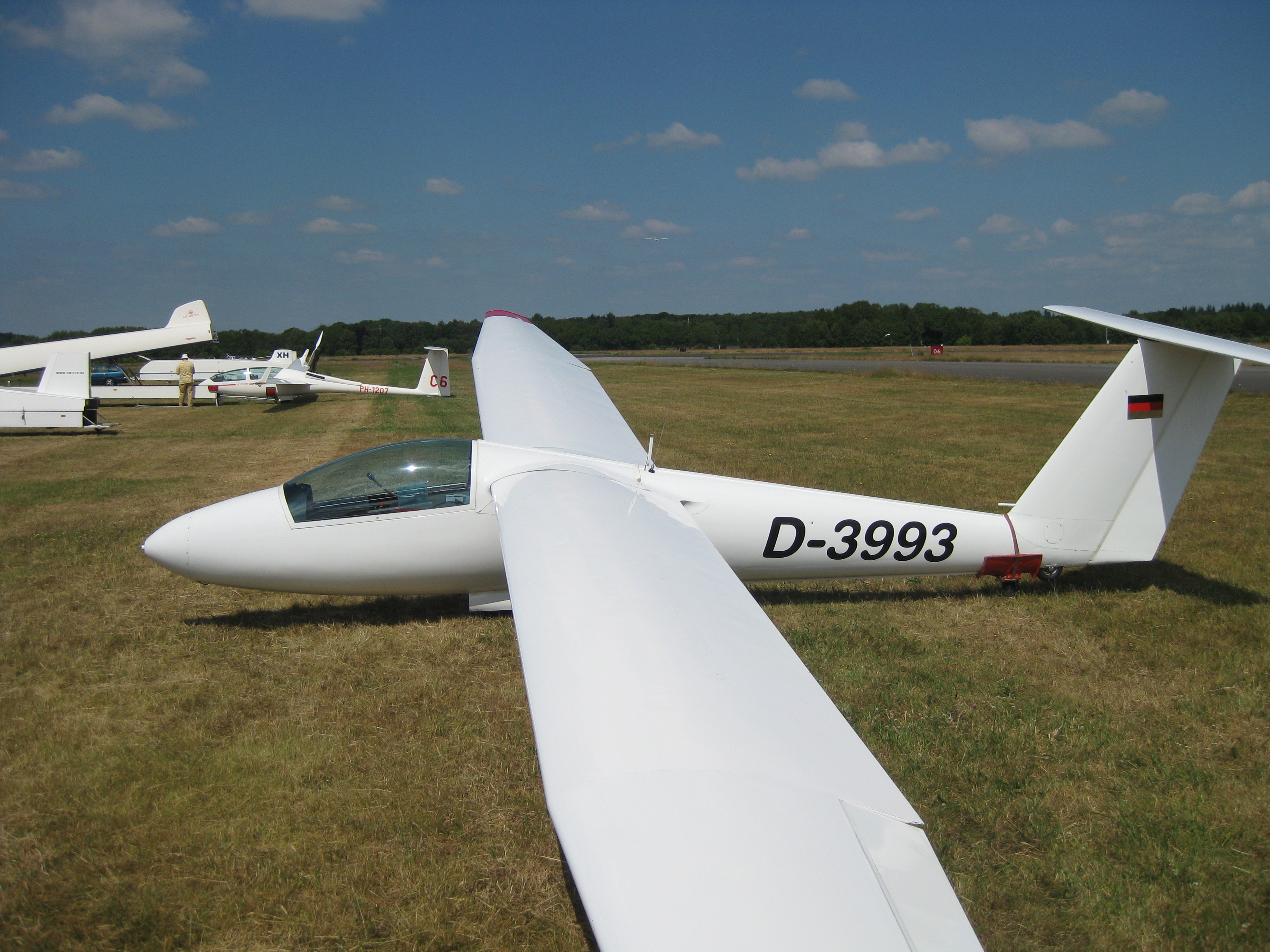
Pilatus PC-11 /B4
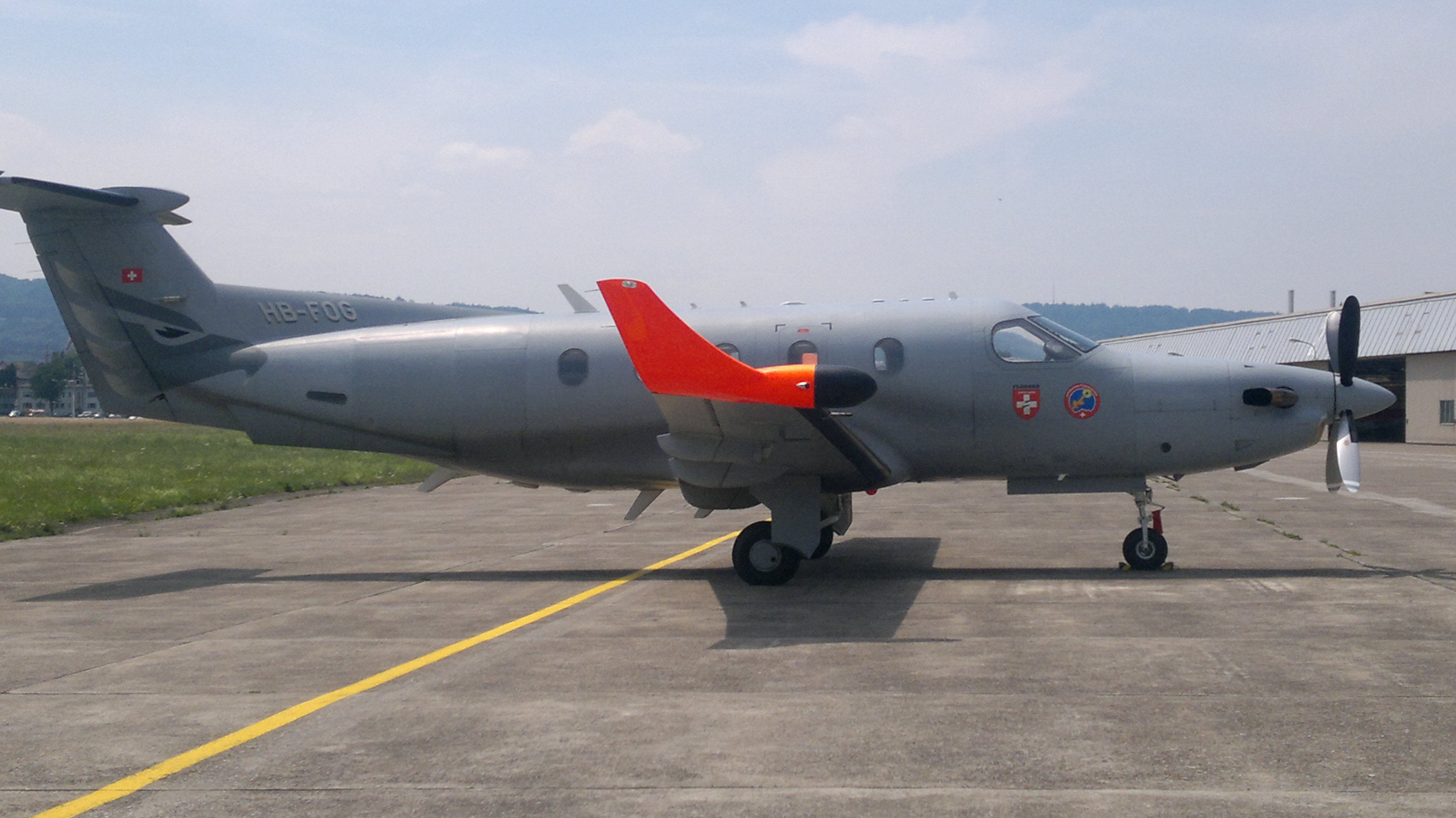
Pilatus PC-12
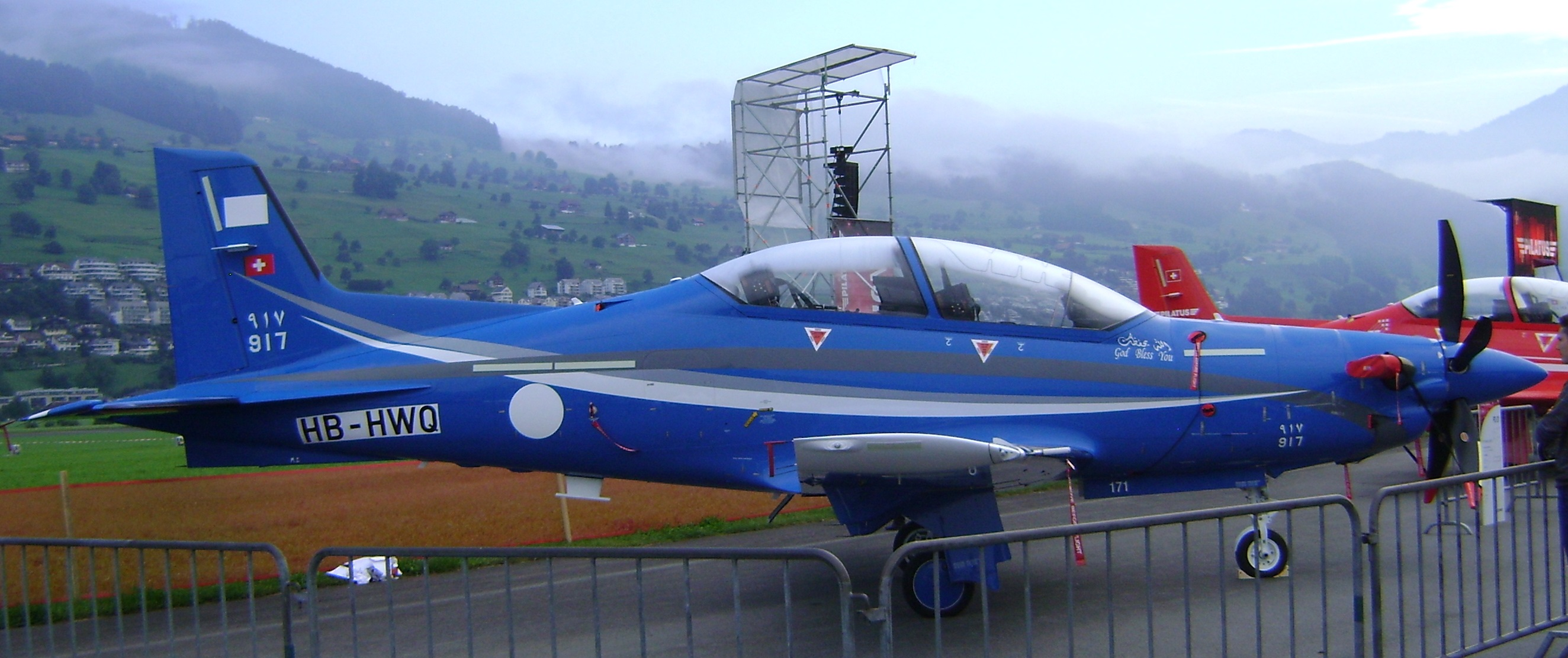
Pilatus PC-21
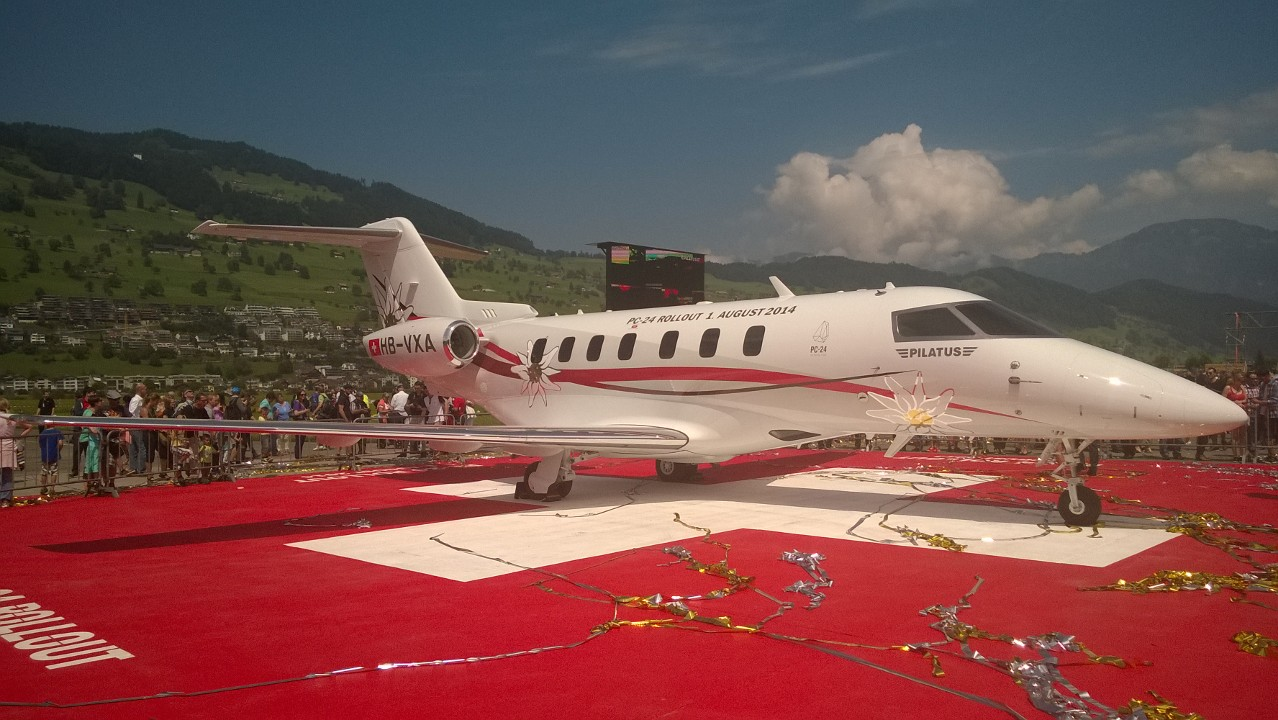
Pilatus PC-24

## Localitzacions
Pilatus Aircraft compta amb la seva seu i planta de producció principal a l'aeroport de Buochs al cantó suís de Nidwalden, municipi de Stans. A part el grup Pilatus també compta amb plantes de producció a Altenrhein, Suïssa, a Adelaida, Austràlia, i a Broomfield, a l'estat de Colorado, als Estats Units d'Amèrica.
| Aerobatic team             | Country       | Typ                      | Remark                                                                 |
| -------------------------- | ------------- | ------------------------ | ---------------------------------------------------------------------- |
| P-3 Flyers                 | Suïssa        | P-3                      | civilian team                                                          |
| Patrouille Suisse          | Suïssa        | Pilatus PC-6 Porter∣PC-6 | Only Support / Transport PC-6T V-622 "Felix"                           |
| PC-7 Team                  | Suïssa        | PC-7                     |                                                                        |
| Silver Falcons             | Sud-àfrica    | PC-7                     |                                                                        |
| Alap-Alap Formation        | Brunei        | PC-7                     |                                                                        |
| Taming Sari                | Malàisia      | PC-7                     |                                                                        |
| Solo Display Team          | Països Baixos | PC-7                     | as well as a F-16 and an AH-64                                         |
| Blue Phoenix               | Tailàndia     | PC-9                     |                                                                        |
| Wings of Storm             | Croàcia       | PC-9                     |                                                                        |
| Roulettes                  | Austràlia     | PC-9                     |                                                                        |
| Swiss Air Force PC-21 Demo | Suïssa        | PC-21                    | will be presented only sporadically to not to compete Pilatus Aircraft |
| Pilatus Aircraft           | Suïssa        | PC-21                    | civil, Demonstration with 1 or 2 aircraft                              |